# William Wordsworth Fisher
Sir William Wordsworth Fisher, GCB, GCVO (* 26. März 1875 in Blatchington Court, Seaford, Sussex; † 24. Juni 1937 in der 57 Manchester Street, London) war ein britischer Seeoffizier und zuletzt Admiral, der unter anderem von 1928 bis 1930 Stellvertretender Chef des Marinestabes (Deputy Chief of the Naval Staff) sowie zwischen 1932 und 1936 Oberkommandierender der Mittelmeerflotte (Commander-in-Chief, Mediterranean Fleet) war. Er fungierte zudem von 1936 bis 1937 als Oberkommandierender der Marinebasis Portsmouth (Commander-in-Chief, Portsmouth).

## Leben

### Familiäre Herkunft und Ausbildung zum Seeoffizier
William Wordsworth Fisher war der fünfte Sohn und achtes von elf Kindern des Rechtsanwalts und Historikers Herbert William Fisher (1826–1903), der später auch Vice-Lord Warden of the Stannaries, und dessen Ehefrau Mary Louisa Fisher (1841–1916), deren Vater John Jackson Arzt im Dienst der Britischen Ostindien-Kompanie war. Zu seinen Brüdern gehörten der Historiker, liberale Unterhausabgeordnete und Bildungsminister Herbert Fisher (1865–1940), der Architekt Edmund Fisher (1872–1918) sowie der Akademiker und Cricketspieler Charles Dennis Fisher (1877–1916), der während der Skagerrakschlacht ums Leben kam. Zu seinen Schwestern gehörten die Dramatikerin Florence Henrietta Darwin (1864–1920), die in erster Ehe mit dem Juristen und Historiker Frederic William Maitland sowie in zweiter Ehe mit dem Botaniker Francis Darwin verheiratet war, Adeline Maria Fisher, die erste Ehefrau des Komponisten und Dirigenten Ralph Vaughan Williams, sowie von Cordelia Fischer, die mit dem Kritiker und Journalisten Richard Curle verheiratet war.
Nach dem Besuch der Lynam’s School in Oxford erzogen, wo Fisher als gelehrter und „empfindlicher, sensibler Junge“ (delicate, sensitive boy) galt begann er im Juli 1888 als Seekadett seine Ausbildung zum Seeoffizier auf dem Schulschiff Britannia, dem Britannia Royal Naval College in Dartmouth. Als Midshipman diente er ab 1890 drei Jahre lang auf der Station am Kap der Guten Hoffnung (Cape of Good Hope Station) in der Tafelbucht. Als Sub-Lieutenant diente er ab 1894 in der Mittelmeerflotte (Mediterranean Fleet), wo 1896 auch seine Beförderung zum Kapitänleutnant (Lieutenant) erfolgte. Nachdem er 1900 eine Qualifikation als Artillerie-Offizier abgeschlossen hatte, trat er 1901 seinen Dienst auf dem zur Mittelmeerflotte gehörenden Einheitslinienschiff Canopus an. Er entwickelte bereits einen guten Ruf für seine technischen Fähigkeiten und Führungsqualitäten. 1903 wurde er zum Leitenden Stabsoffizier (Senior Staff Officier) auf dem Marinestützpunkt HMS Excellent auf Whale Island ernannt. Nachdem es dort zu einer Meinungsverschiedenheit mit Kapitän zur See Percy Scott gekommen war, wurde er im Januar 1905 auf Wunsch des Oberbefehlshabers der Atlantikflotte (Atlantic Fleet) Vizeadmiral Sir William May auf dessen Flaggschiff, dem Einheitslinienschiff King Edward VII versetzt. Er spielte eine bedeutende Rolle bei der Förderung der sich neu entwickelnden wissenschaftlichen Ansätze zum Marineschießen.

### Stabsoffizier und Erster Weltkrieg

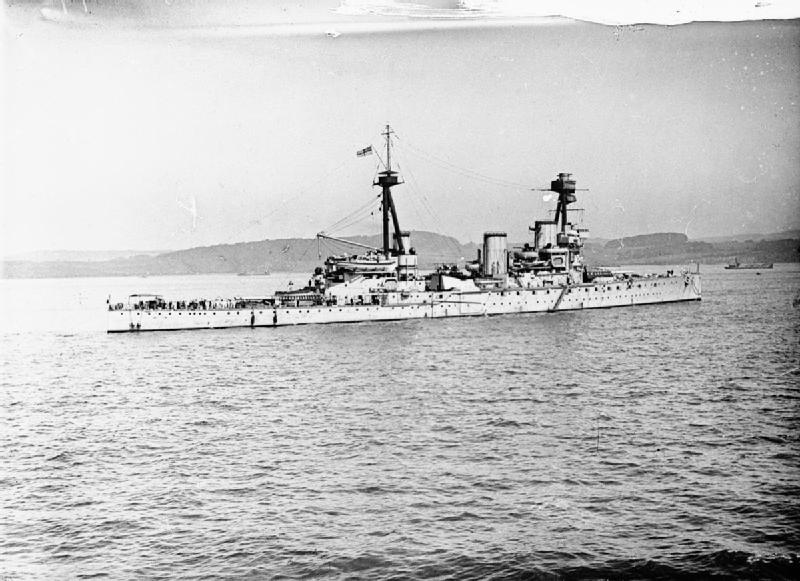
Am 20. Juni 1908 wurde Fisher stellvertretender Kommandant (Executive Officer) des Schlachtkreuzers Indomitable, der den Prince of Wales Georg von Sachsen-Coburg und Gotha nach Kanada brachte.

Am 30. Juni 1906 wurde William W. Fisher im Alter von gerade einunddreißig Jahren zum Fregattenkapitän (Commander) befördert und ging als stellvertretender Kommandant (Executive Officer) auf das Schlachtschiff Albemarle, das Flaggschiff des Konteradmirals der Atlantikflotte. Bevor er dazu kam, hatte das Schiff ernsthafte Schwierigkeiten mit der Leistung und der Moral seiner Besatzung. Fisher korrigierte dies bald gemeinsam mit dem Kapitän Robert Falcon Scott, der später in der Antarktis-Forschung berühmt wurde, durch sein „außergewöhnliches Taktgefühl und seine Fähigkeit im Umgang mit Männern“ (‚exceptional tact and ability in handling men‘), Fähigkeiten, die er während seiner gesamten Karriere unter Beweis stellen sollte.

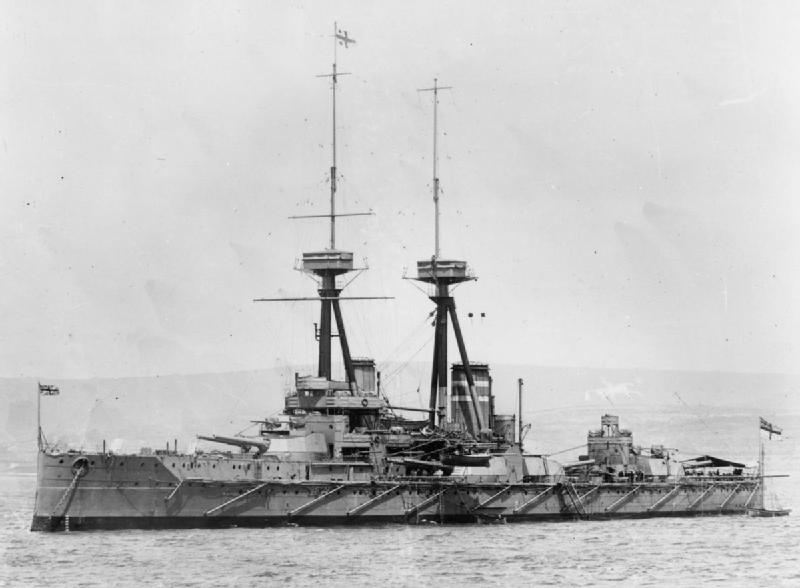
Als Kapitän zur See war Fisher von Dezember 1912 bis Mai 1917 Kommandant (Commanding Officer) des zur Heimatflotte gehörenden Schlachtschiffs HMS St Vincent.

Am 20. Juni 1908 wurde Fisher Executive Officer des Schlachtkreuzers Indomitable, der den Prinz of Wales Georg von Sachsen-Coburg und Gotha nach Kanada brachte. Nach Abschluss der Reise wurde er 1908 zum Member des Royal Victorian Order (MVO) ernannt. Im Mai 1909 wurde er Flaggenkommandant von Admiral May, dem nunmehrigen Oberbefehlshaber der Heimatflotte (Home Fleet). Er begleitete den Admiral, als er die Flotte verließ, um Oberbefehlshaber in Plymouth zu werden, und wurde am 1. Juli 1912 zum Kapitän zur See (Captain) befördert. Fünf Monate später wurde er im Dezember 1912 zum Kommandanten (Commanding Officer) des zu Heimatflotte gehörenden Schlachtschiffs St Vincent ernannt, dem damaligen Flaggschiff von Konteradmiral Somerset Gough-Calthorpe. Er blieb viereinhalb Jahre bis Mai 1917 Kommandant der St Vincent und verbrachte einen Großteil des frühen Teils des Krieges hauptsächlich damit, die Gesundheit und Moral der Schiffsbesatzung während des langen Wartens im Flottenstützpunkt Scapa Flow auf den Einsatz aufrechtzuerhalten. Als Kommandant der St Vincent, die 1916 kein Flaggschiff mehr war, nahm er an der Skagerrakschlacht (31. Mai bis 1. Juni 1916) teil.
Im Mai 1917, sechs Monate nachdem Sir John Jellicoe zum Ersten Seelord ernannt worden war, wurde Fisher als Nachfolger von Konteradmiral Alexander Duff als Leiter der kürzlich gebildeten Abteilung für U-Boot-Abwehr (Director, Anti-Submarine Warfare) in die Admiralität berufen, und bekleidete diese Funktion bis Januar 1919. Dort kombinierte er sein intellektuelles Verständnis für wissenschaftliche Fragen mit seiner Erfahrung auf See, um eine Reihe von Maßnahmen zu entwickeln, mit denen es gelang, die U-Boot-Bedrohung erheblich zu verringern. Wissenschaftler, die an den Plänen arbeiteten, sagten, es sei Fishers „grenzenloser Optimismus und Glaube“ (‚unbounded optimism and faith‘), der sie in ihren Bemühungen am Laufen hielt L. S. Amery sagte über Fisher, dass „wenige Männer mehr getan haben, um den Krieg zu gewinnen“ (‚few men did more to win the war‘). Für seine Verdienste im Ersten Weltkrieg wurde er 1918 Companion des Order of the Bath (CB).

### Zwischenkriegszeit

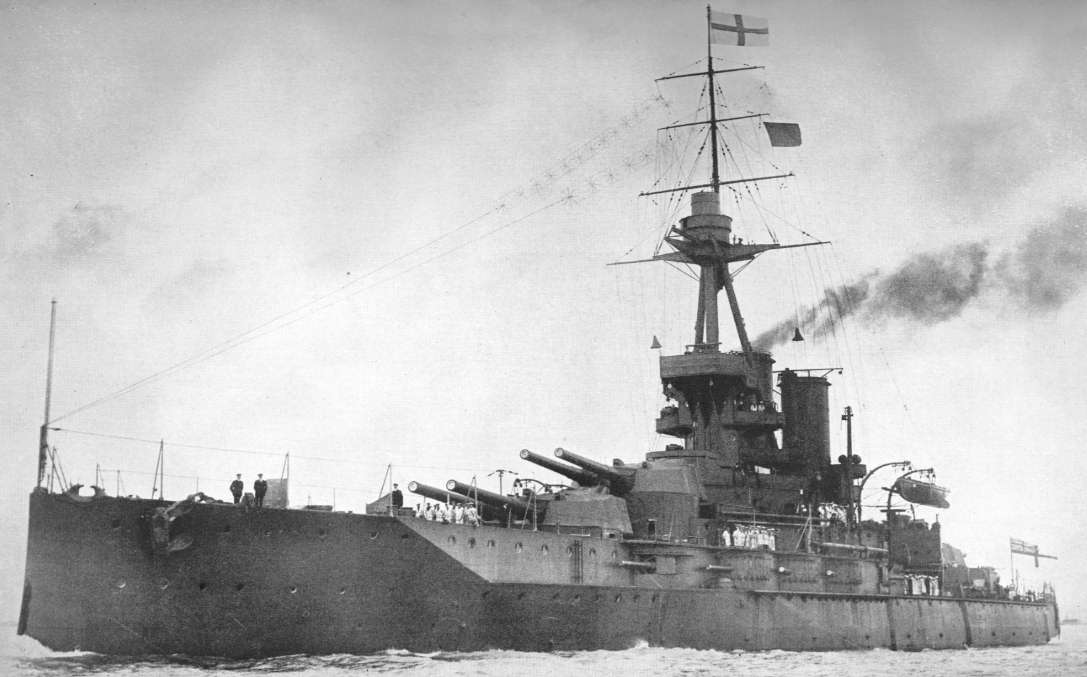
Das Schlachtschiff HMS Iron Duke, deren Kommandant Kapitän zur See Fisher zwischen Januar und Juli 1919 war.

Im Januar 1919 kehrte Fisher als Kommandant des Schlachtschiffs HMS Iron Duke, dem Flaggschiff der Mittelmeerflotte, zur See zurück, und behielt dieses Kommando bis Juli 1919. Im August 1919, als der neue Oberbefehlshaber der Mittelmeerflotte, Admiral Sir John de Robeck, ankam, wurde Fisher Chef des Stabes der Mittelmeerflotte (Chief of Staff, Mediterranean Fleet) den Rang eines Kommodore Zweiter Klasse (Commodore Second Class). Er verblieb auf diesem Posten bis Mai 1922. Admiral de Robeck hasste Papierkram und überließ das meiste Fisher, der schrieb: „Dieser Job ist wie ein Arzt und Anwalt. Man schreibt und interviewt den ganzen Tag. Abends liest man Berichte. Ich liebe alles und mache es mit dem geringstmöglichen Aufwand“ (‚This job is like being a Doctor and a Lawyer. One writes and interviews all day. In the evening one reads reports. I love it all and do it with the least possible fuss‘).
Nachdem Admiral Sir John de Robeck Oberkommandierender der Atlantikflotte wurde, folgte ihm Fisher und fungierte zwischen August 1922 und August 1924 als Chef des Stabes der Atlantikflotte (Chief of Staff, Atlantic Fleet). Zunächst erhielt er den Rang eines Kommodore Erster Klasse (Commodore First Class) und wurde für seine Verdienste 1924 auch Commander des Royal Victorian Order (CVO).

### Flaggoffizier

#### Posten als Konteradmiral und Vizeadmiral

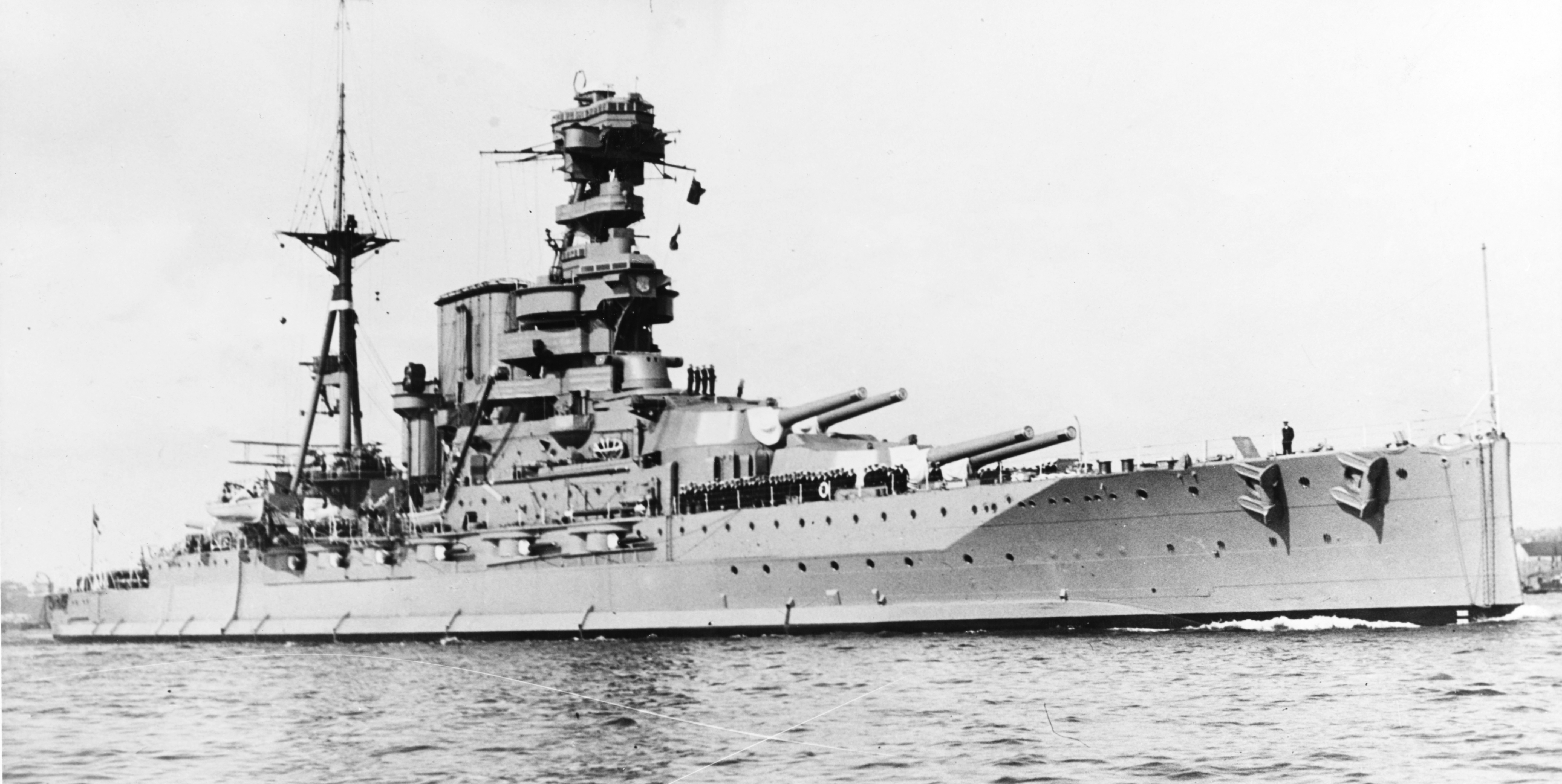
Das Schlachtschiff Barham war Fishers Flaggschiff als Konteradmiral und Kommodore des 1. Schlachtgeschwaders.

Fisher übernahm zwischen Oktober 1924 und September 1925 den Posten als Kommodore des 1. Schlachtgeschwaders (Commanding, 1st Battle Squadron) der Mittelmeerflotte. In dieser Funktion wurde er im November 1922 zum Konteradmiral (Rear-Admiral) befördert und übernahm das Schlachtschiff Barham als sein Flaggschiff. Im Anschluss wurde er im August 1926 in Vertretung für Konteradmiral Alan Geoffrey Hotham zum kommissarischen Direktor des Marinegeheimdienstes (Acting Director of Naval Intelligence) ernannt. Im April 1927 trat er als Vierter Seelord und Chef für Versorgung und Transport (Fourth Sea Lord and Chief of Supplies and Transport) dem Admiralitätsausschuss (Board of Admiralty) bei und übte dieses Amt ein Jahr lang bis April 1928 aus. In dieser Verwendung wurde er am 15. Januar 1928 zum Vizeadmiral (Vice-Admiral) befördert.
Im Mai 1928 übernahm William Wordsworth Fisher als Nachfolger von Vizeadmiral Sir Frederick Field zum Stellvertretenden Chef des Marinestabes (Deputy Chief of the Naval Staff) ernannt und behielt dieses Amt bis zu seiner Ablösung durch Vizeadmiral Sir Frederic Charles Dreyer im Juni 1930. Dieser Posten war aus seiner Sicht „der einzige, mit Ausnahme des First Sea Lord, der es wirklich wert ist, ihn zu haben. Ich habe ihn immer begehrt“ (‚the only one, barring First Sea Lord, that is really worth having. I have always coveted it‘). Am 3. Juni 1929 wurde er zum Knight Commander des militärischen Zweiges des Order of the Bath (KCB) geschlagen, so dass er fortan den Namenszusatz „Sir“ führte. In seiner neuen Position als Stellvertretender Chef des Marinestabes verbrachte er einen Großteil seiner Zeit damit, gegen die Auferlegung von Finanzierungskürzungen für die Marine zu kämpfen. Er schrieb über die verfassungsmäßigen und moralischen Verpflichtungen der Seelords, wenn sich der Vorstand in einem unlösbaren Streit mit der Regierung über die erforderliche Mindestseestreitmacht befand. Er spielte eine bedeutende Rolle bei der Begrenzung der Kürzungen, insbesondere durch seine wichtige Arbeit zu den Details, die bei den Verhandlungen über den Londoner Flottenvertrag 1930 verwendet wurden. Höhere Offiziere gratulierten ihm, „dass er uns so erstaunlich gut durchgebracht hat“ (‚having got us through so amazingly well‘).
Im Oktober 1930 kehrte Vizeadmiral Sir William Fisher zur Mittelmeerflotte zurück und war dort bis April 1932 in Personalunion sowohl Stellvertretender Kommandeur der Mittelmeerflotte (Second-in-Command, Mediterranean Fleet) als auch erneut Kommodore des 1. Schlachtgeschwaders (Commanding, 1st Battle Squadron). Als sein Flaggschiff fungierte zunächst das Schlachtschiff Revenge sowie daraufhin das Schlachtschiff Resolution. Diese Ernennung war für ihn jedoch etwas enttäuschend, da ein Stellvertretender Chef des Marinestabs normalerweise damit rechnen konnte, bei Wiederaufnahme des Seedienstes Oberbefehlshaber einer Flotte zu werden. Aber auch in dieser Position bewies er seine besondere Führungsqualität. Ungewöhnlich für die damalige Marine machte er es sich zur Gewohnheit, alle Offiziere und Schützenmannschaften, die an Übungen teilgenommen hatten, in Nachbesprechungssitzungen einzubeziehen. Die Moral der Mittelmeerflotte blieb hoch, selbst als Kürzungen der Marinelöhne im September 1931 zur Meuterei in der Heimatflotte in Invergordon führten.

#### Posten als Admiral

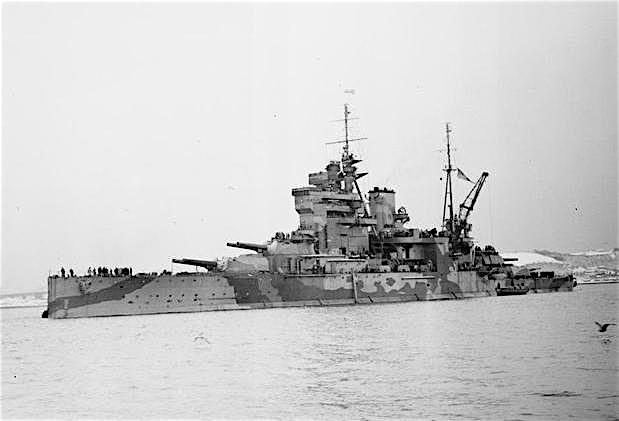
Das Schlachtschiff Queen Elizabeth war Fishers Flaggschiff während seiner Zeit als Oberkommandierender der Mittelmeerflotte (Commander-in-Chief, Mediterranean Fleet).

Am 1. Juli 1932 wurde Fisher zum Admiral befördert und übernahm nach sechsmonatiger Pause in der Heimat im Oktober 1932 von Admiral Sir Ernle Chatfield den Posten als Oberkommandierender der Mittelmeerflotte (Commander-in-Chief, Mediterranean Fleet). Er hatte dieses Kommando bis März 1936 inne. Als sein Flaggschiff fungierte erst wieder das Schlachtschiff HMS Resolution und danach das Schlachtschiff Queen Elizabeth. Innerhalb von drei Wochen konnte er sagen, dass er praktisch jeden Offizier und Mann unter seinem Kommando gesehen hatte, und innerhalb eines Jahres hatte er fast jeden Teil seiner Station besucht. Er implementierte eine Reihe innovativer Methoden zum Testen und Aufrechterhalten der Einsatzbereitschaft seiner Schiffe. Sein „Sieg“ über die Home Fleet bei den Flottenmanövern 1934 wurde als „epochemachende Leistung“ (‚epoch-making achievement‘) angesehen und er wurde von der Presse als „das größte Marinegenie der Neuzeit“ (‚the greatest naval genius of modern times‘) gefeiert. Am 3. Juni 1935 wurde er zum Knight Grand Cross des militärischen Zweiges des Order of the Bath (GCB) sowie am 16. Juli 1935 auch zum Knight Grand Cross des Royal Victorian Order (GCVO) erhoben.
Im Sommer 1935 brachte Fisher die Mittelmeerflotte zur Jubiläumsbesprechung nach Spithead nach Hause. Bald darauf machte es der Abessinienkrieg (3. Oktober 1935 bis 27. November 1941) erforderlich, praktisch die gesamte Royal Navy außerhalb der Home Fleet im östlichen Mittelmeer unter seinem Kommando zu versammeln. Diese große Flotte musste in Alexandria konzentriert und monatelang in sofortiger Angriffsbereitschaft gehalten werden, und wieder hielt er die Moral aufrecht, trotz, wie er sagte, „beschränktem Urlaub … viel harter Arbeit, schlechten Freizeiteinrichtungen und einem fabelhaften Preis für Bier“ (restricted leave … a great deal of hard work, poor recreational facilities and fabulous price of beer). Inmitten dieser Krise wurde ihm der Tod seines älteren Sohnes bei einem Flugunfall mitgeteilt. Erst Ende März 1936 hatte sich die Spannungssituation des Abessinienkrieges so weit beruhigt, dass die Regierung einen Wechsel des Oberbefehlshabers genehmigen konnte. Fisher übergab das Kommando an Admiral Sir Dudley Pound.
Admiral Sir William Fisher selbst wurde nach nur dreieinhalb Monaten Ruhe als Nachfolger von Admiral Sir John D. Kelly im Juli 1936 zum Oberkommandierenden der Marinebasis Portsmouth (Commander-in-Chief, Portsmouth) ernannt. Er war zu diesem Zeitpunkt ein müder Mann, und die Krönungsfeierlichkeiten am 12. Mai 1937 mit einer weiteren Spithead-Rezension belasteten ihn noch mehr. Einen Monat später, als er bei der Geburtstagsparade von König Georg VI. auf Southsea Common den Gruß entgegennahm, brach er vor Erschöpfung zusammen, bevor sie vorbei war.

#### Familie und Würdigungen
Wenige Tage später, am 24. Juni 1937, starb er in der 57 Manchester Street in London. Er wurde am 29. Juni 1937 mit vollen Marineehren auf See bestattet. Aus seiner 1907 geschlossenen Ehe mit Cecilia Warre Cornish, die jüngste Tochter von Francis Warre-Cornish, Vize-Provost des Eton College, gingen zwei Söhne und zwei Töchter hervor. Ihre Tochter Cecilia Rosamund Fisher (1909–1991) heiratete am 28. August 1936 Kapitän zur See Richard Coleridge, 4. Baron Coleridge (1905–1984). Die andere Tochter, Horatia Mary Fisher, heiratete Group Captain Geoffrey Mungo Buxton (1906–1979), ein Enkel mütterlicherseits von James Grimston, 3. Earl of Verulam.
Der Historiker Arthur Marder sagte über ihn, er sei vielleicht „der herausragende Admiral in der Zwischenkriegszeit … Ohne seinen Tod … würde er es wahrscheinlich Chatfield nachgefolgt und wäre ohne Zweifel einer der großen First Sea Lords in der britischen Marinegeschichte geworden“ (‚the outstanding admiral in the inter-war period … But for his death … he would probably have succeeded Chatfield and become, no doubt, one of the great First Sea Lords in British naval history‘). Sein Nachruf in The Times kam zu dem Schluss, dass nicht nur seine „vollständige Beherrschung seines Berufs“ (‚complete mastery of his profession‘) dazu führte, dass „diejenigen, die unter ihm dienten, zu ihm aufblickten, weil sein Charme sie dazu brachte, ihn zu lieben“, sondern auch, dass seine Fähigkeiten als Stratege und Taktiker seine Beschreibung voll und ganz rechtfertigten als wahres „Genie“ als Seemann.

## Hintergrundliteratur
- J. Foster: H. W. Fisher, Men-at-the-bar: a biographical hand-list of the members of the various inns of court, 2. Auflage 1885
- W. James: Admiral Sir William Fisher, 1943
- A. J. Marder: From the Dreadnought to Scapa Flow: the Royal Navy in the Fisher era, 1904–1919, 5 Bände, 1961–1970
- G. Till: Retrenchment, rethinking, revival, 1919–1939, in: G. R. Hill (Hrsg.): The Oxford illustrated history of the Royal Navy, 1995, S. 319–347